# Carriage and Insurance Paid to
CIP (англ. Carriage and Insurance Paid To) (… named place of destination), або Фрахт/перевезення і страхування оплачені до (…назва місця призначення) — термін Інкотермс, означає, що продавець доставить товар названому ним перевізнику. Крім цього, продавець зобов'язаний оплатити витрати, пов'язані з перевезенням товару до названого пункту призначення. Це означає, що покупець бере на себе всі ризики і будь-які додаткові витрати після доставки в такий спосіб товару. Однак, за умовами CIP на продавця також покладається обов'язок щодо забезпечення страхування від ризиків втрати і ушкодження товару під час перевезення на користь покупця. Отже, продавець укладає договір страхування і оплачує страхові внески. Покупець повинний брати до уваги, що відповідно до умов терміну CIP від продавця потрібно забезпечення страхування з мінімальним покриттям. У випадку здійснення перевезення в пункт призначення декількома перевізниками, перехід ризику відбудеться в момент передачі товару в розпорядження першого перевізника. За умовами терміна СІР на продавця покладається обов'язок з митного очищення товару для експорту.